# Немці (Нова Гориця)
Немці (словен. Nemci) — мале поселення в общині Нова Гориця, Регіон Горишка, Словенія. Висота над рівнем моря: 847,2 м.